# خانه ایلچی خان
خانه ایلچی خان مربوط به دوره صفوی است و در یزد، خیابان امام خمینی، کوچه نقیب الاشراف، مجاور پلاک ۲۶ واقع شده و این اثر در تاریخ ۱۴ اسفند ۱۳۸۵ با شمارهٔ ثبت ۱۷۸۸۸ به‌عنوان یکی از آثار ملی ایران به ثبت رسیده است.